# 74P/Smirnova-Tchernykh
Pour les articles homonymes, voir Smirnova.

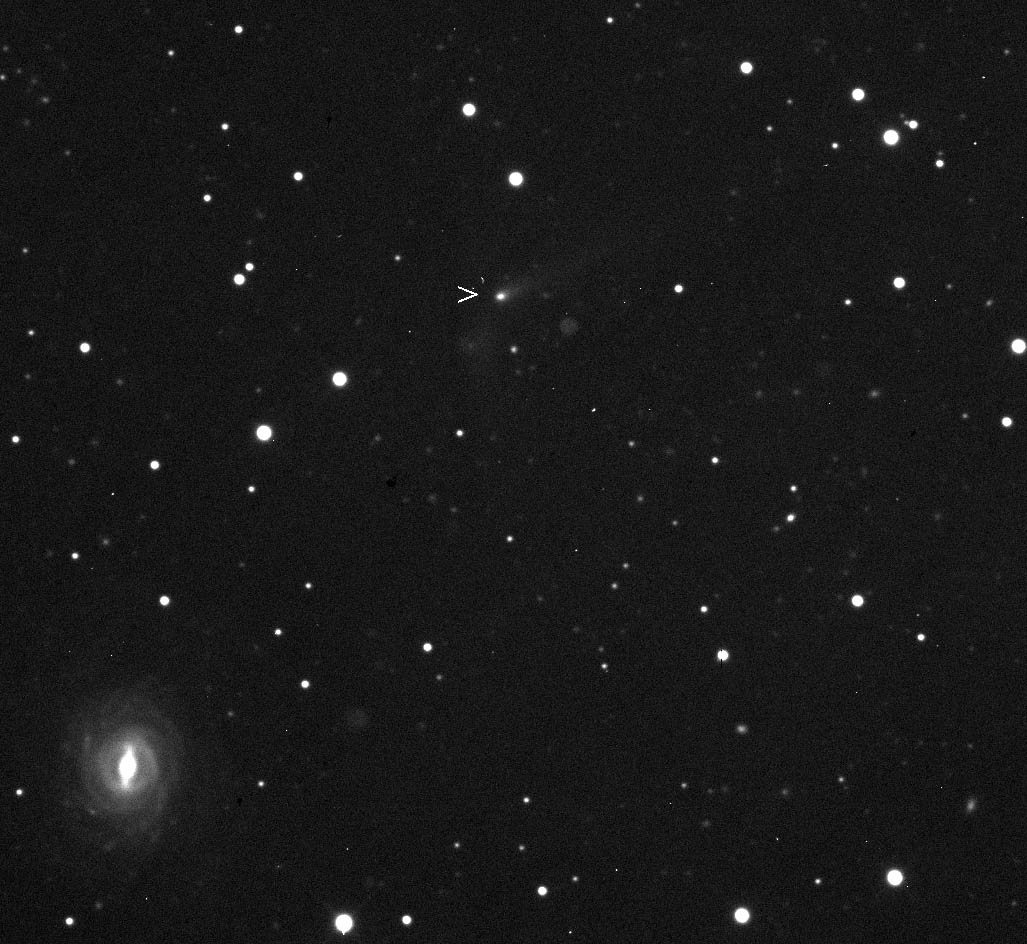

La comète Smirnova-Chernykh, officiellement 74P/Smirnova-Chernykh, est une comète périodique du système solaire, découverte là la fin mars 1975 par Tamara Smirnova à l'observatoire d'astrophysique de Crimée.